# Ливчак, Иосиф Фёдорович
Иосиф Фёдорович Ливчак (24 ноября (6 декабря) 1914, Симбирск — 11 февраля 2006, Москва) — советский и российский учёный в области климатизации и вентиляции гражданских зданий и охраны окружающей воздушной среды. Инженер-теплотехник во II поколении.

## Биография
Родился в г. Симбирске (Ульяновск) в семье архитектора-инженера и дизайнера Фёдора Осиповича (Иосифовича) Ливчака.
Окончил Московский банно-прачечный техникум и Московский институт инженеров городского строительства.
Участвовал в Финской и Великой Отечественной войнах.
Возглавлял лаборатории в Институте строительной техники Академии архитектуры СССР и в Институте гигиены труда и профзаболеваний АМН СССР. Руководил научной работой в НИИ санитарной техники, ЦНИИЭП инженерного оборудования и АКХ им. К. Д. Памфилова. Долгие годы возглавлял секцию отопления, вентиляции и теплоснабжения Научно-технического совета Госстроя СССР. Многие его идеи воплощены в жизнь. Разработал, внедрил и исследовал на опытных объектах системы воздушного отопления, совмещенного с вентиляцией, и отопления с бетонными подоконными греющими панелями для многоэтажных зданий, системы отопления и горячего водоснабжения одноквартирных домов.
Заложил основы теории естественного воздухообмена в гражданских зданиях, изложенные им в одной из первых его книг «Вентиляция многоэтажных жилых домов», изданной в 1951 г. (переиздана с добавлениями в издательстве «АВОК-ПРЕСС» в 2005 г.). Учёт всех действующих на воздухообмен факторов показал необходимость увеличения теплоотдачи отопительных приборов в нижних этажах и обоснована, принятая сейчас, необходимость автоматического регулирования отопительных приборов. Ещё в 70-х годах прошлого столетия разработал системы отопления и горячего водоснабжения многоэтажных зданий, позволяющие вести учёт расхода тепла поквартирно (его обязательность продекларирована в Федеральном законе об энергосбережении и повышении энергоэффективности от 23.11.2009 г).
В той же книге было впервые обосновано и предложено устройство в жилых домах приточно-вытяжной вентиляции с естественным побуждением, обеспечивающее требуемый гигиенистами, увеличенный воздухообмен в жилых комнатах, реализованный им в многоэтажных домах на юго-западе столицы. В 45-ти квартирном жилом доме в Новых Черемушках осуществлена поквартирная система воздушного отопления с механическим побуждением, совмещенная с вентиляцией. За работы в области воздушного отопления совмещенного с вентиляцией И. Ф. Ливчак был награждён золотой медалью ВДНХ. Он считал, что именно такая система, реально обеспечивающая нужный и направленный воздухообмен в жилых комнатах очищенного не только от пыли, но и ионизированного воздуха имеет большие перспективы в городских жилых зданиях XXI века. В последние годы жизни он вернулся к этой теме, предлагая совместить приточный агрегат с системой утилизации вытяжного воздуха.
Системе отопления с бетонными отопительными панелями была посвящена другая книга И. Ф. Ливчака, изданная в 1956 г. А на себе и своей семье он испытывал действие этого отопления, запроектировав такую систему в первом бескаркасном крупнопанельном доме (Москва, ул. Маршала Бирюзова, д.7), в котором в 1956 г. получил свою первую отдельную 2-х комнатную квартиру и прожил в ней ровно 50 лет. Система отопления продолжает работать и по сей день.
Большое внимание в деятельности И. Ф. Ливчака уделено отоплению малоэтажных зданий. В 1952 г. им предложена инвентарная котельная для временного отопления, опередившая начало практического использования такого решения на 10-15 лет. Им разработана отопительная печь на твердом топливе с периодической топкой, которая по сравнению с обычными кирпичными печами обладает в 5 раз большей весовой теплоемкостью, а посему меньшими размерами и весом. Предложено устройство для разжигания печей, работающих на угле, с помощью баллонного газа. Разработана комбинированная конструкция котла-плиты на твердом топливе с колосниковой решеткой, которую можно передвигать вместе с горящим топливом из топливника котла под плитный настил и обратно для возможности использования при приготовлении пищи. Эти решения и множество других отражены в книге И. Ф. Ливчака «Квартирное отопление», неоднократно переиздававшейся, последнее издание 1982 г.
С 1965 года И. Ф. Ливчак начинает заниматься вопросами охраны атмосферного воздуха (наружной воздушной среды), он впервые ставит вопрос применительно к промышленным предприятиям, выдвигая необходимость разработки комплексного проекта защиты окружающей среды от действия промпредприятий, расчета рассеивания выделяющихся вредностей и другие вопросы, связанные с этой проблемой. Им разработана методика проектирования охраны окружающей среды на примере защиты атмосферного воздуха, а также предложено понятие показателя загрязнения окружающей среды, представляющего собой отношение количества выделяе-мых объектом вредных веществ к предельно допустимой концентрации (ПДК) их в атмосферном воздухе или к количеству воздуха, необходимого для растворения выбрасываемых вредных веществ до ПДК. Эти понятия, иногда в скрытом виде, введены сейчас в действующие нормативные документы. С целью мощного экономического воздействия, уменьшающего загрязнение, И. Ф. Ливчак предложил ввести оплату загрязнения окружающей среды, в частности атмосферного воздуха, что сейчас принято на практике.
В 1973 г. в связи с нефтяным кризисом во всем мире встает вопрос о необходимости сокращения расхода топлива, тепловой энергии. И. Ф. Ливчак, будучи председателем секции отопления, вентиляции и теплоснабжения НТС Госстроя СССР, опережая эти события, в 1970 г. проводит совещание о мерах по снижению расхода топлива на теплоснабжение гражданских и промышленных зданий, послужившее программой дальнейших работ в этой области. Конференции на эту тему с его докладами и соответствующими публикациями проводились также: в 1974 и 1975 годах (Москва), 1975 г. (Варна), 1975 г. (Милан), 1977 г. (Ворошиловград), 1978 и 1980 годах (Москва), 1985 г. (Карловы вары). Кроме того, И. Ф. Ливчаком по разным аспектам экономии тепловой энергии с 1974 по 1994 годы в различных научно-технических журналах было опубликовано 12 статей.
Значительную часть деятельности И. Ф. Ливчака занимает педагогическая работа в ВУЗе, которой он посвятил около 50-ти лет жизни. Был деканом Московского института инженеров городского строительства, объединённого в дальнейшем с МИСИ, читал курсы «Отопление и вентиляция», «Отопление», «Санитарная техника» и «Охрана окружающей среды» (инженерная экология). Он любил общаться с молодежью, получал от неё заряд бодрости. Им подготовлено 15 аспирантов, успешно защитивших свои кандидатские диссертации. Большая часть его педагогической работы (35 лет) прошла в Московском институте пищевой промышленности, сейчас Московском государственном университете пищевых производств (МГУПП), где он в течение 11 лет заведовал кафедрой «Охрана окружающей среды, строительство и сантехника».
Доктор технических наук, профессор И. Ф. Ливчак в 1957 г. был избран член-корреспондентом Академии строительства и архитектуры СССР. С 1990 г. — почетный член Ассоциации инженеров по отоплению, вентиляции, тепло-холодоснабжению и строительной физике. С 1992 г. заслуженный деятель науки и техники РСФСР; в 1993 г. избран академиком жилищно-коммунальной академии России; в 1998 г. избран почетным академиком Российской академии архитектуры и строительных наук. С 1955 по 1980 г.г. являлся председателем санитарно-технической секции Московского правления НТО строительной индустрии. С 1965 по 1970 г.г. состоял членом Пленума Высшей аттестационной комиссии по присуждению ученых степеней.
Опубликовал 19 монографий, более 400 научных работ, в том числе в иностранных журналах, автор более 20 изобретений. Консультант Большой Советской Энциклопедии (3-е издание) и Политехнического словаря. Почетный академик РААСН. академик Жилищно-коммунальной академии России, заслуженный деятель науки и техники РСФСР. Работал до последнего дня. Его дело продолжают сын Вадим, внук Андрей и правнук Денис.
Имя И. Ф. Ливчака находится в первом ряду талантливых отечественных ученых, инженеров и проектировщиков, которые создали основы науки и практики отопления и вентиляции не только многоэтажных, но даже первых отечественных высотных зданий. Их работы принесли нашей стране мировую известность и во многих направлениях приоритет нашей специальности. В память об Иосифе Федоровиче Ливчаке в НП «АВОК» (Российская ассоциация специалистов по отоплению, вентиляции, кондиционированию, теплоснабжению и строительной теплофизики) учреждена медаль его имени, которой награждаются выдающиеся специалисты России в области отопления, вентиляции и теплоснабжения за многолетнюю безупречную деятельность и вклад в развитие российской науки.
Умер 11 февраля 2006 года. Похоронен на Ваганьковскои кладбище (уч. 12).

## Труды
Ниже приводятся основные монографии, написанные И. Ф. Ливчаком:
1. Вентиляция многоэтажных жилых домов. М. Госиздат архитектура и строительство, 1951 г., 171 стр., переиздана АВОК-пресс в 2005 г.
2. Изобретения и усовершенствования в области центрального отопления. М. Госиздат архитектура и строительство, 1952 г., 144 стр.
3. Системы отопления с бетонными отопительными панелями. М. Госиздат архитектура и строительство, 1956 г.
4. Водяное отопление небольших зданий. М. Трудрезервиздат, 1957 г., 116 стр.
5. Основы санитарной техники. Учебник. М. Высшая школа, 1974 и 1984 г.г.
6. Квартирное отопление. М. Стройиздат, 1977 г., 119 с.; 1982 г., 241с.
7. Инженеру об охране окружающей среды. М. Стройиздат, 1981 г., 72с.
8. Охрана окружающей среды. Учебное пособие. М. Стройиздат, 1988 г., 191 стр.
9. Инженерная защита и управление развитием окружающей среды. Учебник. М. Колос, 2001 г., 159 стр.
10. Развитие благоприятной окружающей среды. М. Хлебпродинформ, 2003 г.,152стр.
11. Развитие теплоснабжения, климатизации и вентиляции в России за 100 последних лет. М. Издательство ассоциации строительных вузов, 2004 г., 93 стр.